# Battaglia di Tarakan (1942)
La battaglia di Tarakan avvenne l'11 e il 12 gennaio 1942 sull'omonima isola dinanzi alle coste nord-orientali del Borneo, tra una forza d'invasione giapponese e la guarnigione olandese.
Tarakan, parte della colonia delle Indie orientali olandesi, è un'isola ricca di giacimenti petroliferi che figuravano nei principali obiettivi strategici dei piani d'espansione dell'Impero giapponese, approvati verso la fine del 1941. Per conquistare Tarakan e altre località del Borneo orientale fu radunata una forza di spedizione mista (truppe dell'Esercito e della Marina) e una flotta d'appoggio per lo più di cacciatorpediniere. I giapponesi sbarcarono all'inizio dell'11 gennaio, numericamente superiori e meglio organizzati rispetto alla guarnigione olandese; dopo sparsi combattimenti nella giungla gli olandesi cedettero le armi: tuttavia non tutte le posizioni poterono essere avvisate e, perciò, due dragamine imperiali furono colati a picco dalle batterie costiere della cittadina di Tarakan dopo la resa. In ritorsione gli invasori eliminarono circa 200 dei militari che avevano manovrato i cannoni. L'isola rimase sotto occupazione nipponica fino all'estate 1945 e fornì buona parte dei carburanti necessari al Giappone per proseguire le ostilità.

## Contesto strategico
Nel luglio 1941 l'Impero giapponese completò l'occupazione militare dell'Indocina francese, una mossa che preoccupò notevolmente le potenze anglosassoni e le autorità delle Indie orientali olandesi. I governi di Washington, Londra e dei Paesi Bassi (quest'ultimo in esilio dal maggio 1940) decisero perciò un embargo nei confronti del Giappone, che si ritrovò privato d'improvviso degli approvvigionamenti esteri di greggio; le scorte di carburante accumulate negli anni sarebbero bastate per coprire un fabbisogno di solo due o tre anni, meno ancora in tempo di guerra. Nel settembre 1941 gli stati maggiori dell'Esercito e della Marina imperiale giapponese presentarono al Consiglio Supremo di guerra i piani definitivi per l'espansione nel Sud-est asiatico: obiettivo principale erano le Indie olandesi, ricche di materie prime e, in particolare, di pozzi petroliferi ad alto rendimento. Gran parte di questi giacimenti era situata sull'isola del Borneo, allora appartenente per due terzi circa agli olandesi, mentre la porzione nord-occidentale era un protettorato britannico. L'importanza dell'isola era anche strategica, come puntualizzarono gli ufficiali, poiché eventuali forze degli Alleati avrebbero potuto adoperarla per minacciare le previste operazioni contro la Malesia britannica e Singapore.

## Piani e forze contrapposte

### Impero giapponese
I piani nipponici di occupazione del Borneo rientravano nelle più generali preparazioni per conquistare le Indie olandesi. La grande isola fu selezionata dai giapponesi come spartiacque tra due assembramenti di forze navali e terrestri trasportate su convogli numerosi, sotto il comando unico del viceammiraglio Nobutake Kondō: a ovest del Borneo avrebbe operato la 2ª Flotta, al diretto comando di Kondō stesso e che si sarebbe concentrata specialmente contro i possedimenti britannici. A est, invece, la competenza ricadeva sotto la 3ª Flotta del viceammiraglio Ibō Takahashi, provvisoriamente alle dipendenze del collega. Takahashi doveva prima concludere le operazioni navali correlate alla prevista conquista delle Filippine, per le quali fu indicata la scadenza nel gennaio 1942, e quindi lanciare operazioni simultanee dalla costa orientale del Borneo sino alla Nuova Guinea olandese. Sulla grande isola i giapponesi avevano tre obiettivi: la piccola isola di Tarakan, Balikpapan e infine Banjarmasin sulla costa meridionale, tutt'e tre di cruciale importanza anche per le preziose infrastrutture petrolifere, che si doveva cercare di catturare intatte. La 3ª Flotta e reparti della 14ª Armata giapponese occuparono Davao, sull'isola di Mindanao, il 20 dicembre 1941: nell'ampia rada del porto Takahashi iniziò a concentrare una "Forza d'invasione centrale" da lanciare contro il Borneo. La componente terrestre per gli sbarchi a Tarakan, Balikpapan e Bandjarmasin era il cosiddetto Distaccamento Sakaguchi, dal nome del suo comandante (maggior generale Shizuo Sakaguchi) che guidava il gruppo fanteria della 56ª Divisione. Egli enucleò il 146º Reggimento, alcune unità d'artiglieria, corazzate, di genieri e dei servizi per formare il distaccamento; inoltre integrò la 2ª Forza da sbarco speciale "Kure", al comando del capitano di corvetta Masanori Shiga e della consistenza di un battaglione: in totale 5 500 uomini. Il trasporto e lo sbarco erano compito di un convoglio di sedici tra navi da carico e trasporti truppe e Takahashi ne affidò la difesa alla 4ª Squadriglia cacciatorpediniere del contrammiraglio Shōji Nishimura. Essa era costituita da un conduttore di flottiglia, l'incrociatore leggero Naka sul quale era imbarcato Nishimura, e da tre divisioni di cacciatorpediniere: la 2ª (Yudachi, Samidare, Harusame, Murasame), la 9ª (Minegumo, Natsugumo) e la 24ª (Yamakaze, Suzukaze, Kawakaze, Umikaze) che era in prestito dalla 2ª Squadriglia. Inoltre Nishimura poté contare sulle navi appoggio idrovolanti Sanyo Maru e Sanuki Maru, fondamentali per godere di appoggio aereo in un teatro bellico dove i giapponesi non disponevano ancora di aeroporti. In ultimo furono messi a disposizione tre vecchi pattugliatori, sei dragamine e tre cacciasommergibili. Sussistono, peraltro, leggere differenze tra le fonti sul numero dei cacciatorpediniere. Millot parla di nove unità, ma dà i nomi di solo sette di esse; Yenne, al contrario, afferma ci fossero undici cacciatorpediniere, ma non fornisce alcuna elencazione puntuale.
Il viceammiraglio Takahashi doveva rimanere a Davao con la 5ª Divisione incrociatori formata dall'Ashigara (ammiraglia), dal Nachi, dal Myoko e dall'Haguro, per intervenire in caso di necessità. Tuttavia il Myoko fu colpito da una bomba il 4 gennaio 1942, nel corso di un'improvvisa incursione di dieci quadrimotori Boeing B-17 Flying Fortress, e dovette tornare a Sasebo per le riparazioni. Il piano giapponese prevedeva, per la sera del 10 gennaio 1942, un doppio sbarco sulla costa orientale per avviluppare i difensori in una sacca nella parte sud-occidentale dell'isola, dove erano situati il porto e la cittadina di Tarakan, all'epoca abitata da circa 7 000 persone. Nelle vicinanze sorgeva inoltre un rudimentale ma prezioso aeroporto, obiettivo secondario dell'attacco.

### Regno dei Paesi Bassi
L'isola di Tarakan aveva un'assai modesta guarnigione, centrata sul 7º Battaglione fanteria del Koninklijk Nederlandsch-Indisch Leger o KNIL (l'esercito coloniale dei Paesi Bassi). Il suo comandante, tenente colonnello Simon de Waal, poteva contare anche sulle difese del porto, sostanzialmente due cannoni costieri da 120 mm e quattro altri da 75 mm. In totale si trattava di 1 300 uomini, dei quali una buona parte erano indigeni indonesiani. Sulle pista aerea di Tarakan il servizio aeronautico del KNIL non aveva alcun velivolo, né l'aviazione di marina aveva di stanza qualche effettivo sull'isola. Proprio all'inizio del gennaio 1942, infatti, gli aerei erano stati richiamati a Giava o a Sumatra, oppure spostati nell'aeroporto di Samarinda a nord-nord-est di Balikpapan. Allo stesso modo la Koninklijke Marine aveva evacuato in massa le acque del Borneo e, a Tarakan, era rimasto solamente il posamine Prins van Oranje.

## Svolgimento della battaglia

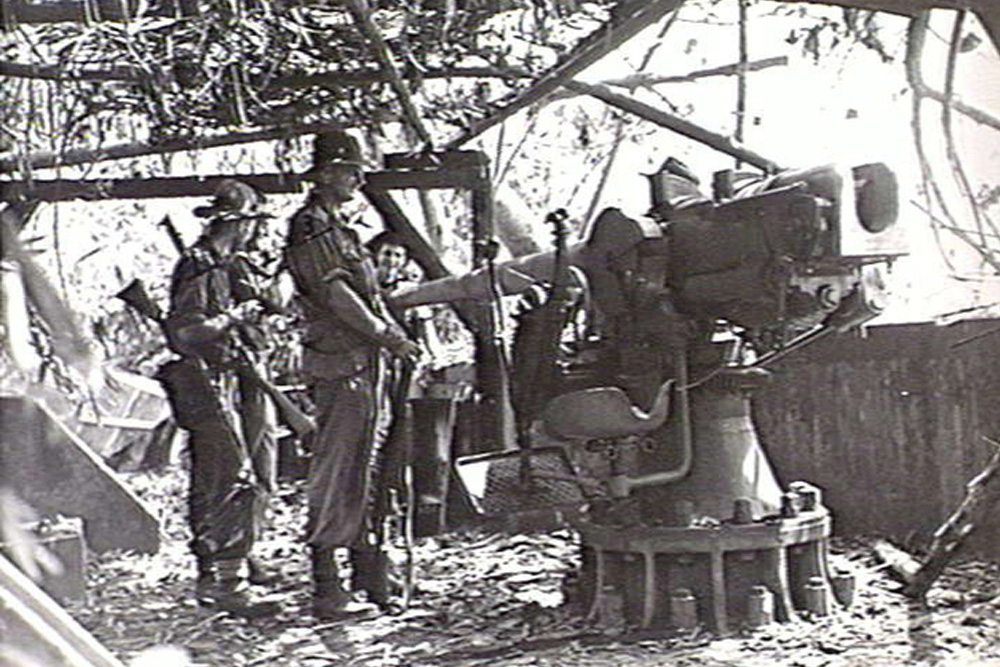
Alcuni dei pezzi olandesi da 75 mm piazzati a Tarakan, fotografati nel 1945

La forza d'invasione giapponese salpò da Davao il 7 gennaio 1942 e la navigazione fu tranquilla, eccettuato un attacco portato da tre B-17 decollati da Giava: tutte le bombe, comunque, caddero lontano dalle navi e la squadra proseguì indisturbata. Infatti i comandanti alleati, presi alla sprovvista dalla rapidità delle operazioni nipponiche, non erano riusciti a organizzare neppure uno sbarramento di sommergibili. Il contrammiraglio Nishimura arrivò al tramonto del 10 gennaio al largo dell'isola di Tarakan, dominata da alte colonne di fumo nero e fiamme: il tenente colonnello de Waal, di sua iniziativa, aveva dato fuoco ai pozzi e fatto demolire nel possibile le infrastrutture e i depositi di petrolio A mezzanotte dell'11 gennaio cominciarono gli sbarchi e la prima ondata, alla guida del colonnello Kyohei Yamamoto e formata da parte del 146º Reggimento, mise piede a terra sulla costa orientale intralciata solo dall'oscurità e dal fumo; seppur approdato in un punto diverso da quello prestabilito, Yamamoto radunò gli uomini e iniziò a marciare verso ovest, in un territorio coperto da una fitta giungla punteggiata da ampie zone paludose. Poco dopo la Forza da sbarco speciale "Kure" raggiunse a sua volta la terraferma e prese una direzione divergente dalle truppe dell'Esercito, puntando all'aeroporto. Le colonne del colonnello Yamamoto s'imbatterono in diversi nidi di resistenza del 7º Battaglione olandese che, però, non riuscirono a rallentarle. Al mattino respinsero un più determinato contrattacco grazie alla superiore potenza di fuoco e, attorno alle 12:00, i soldati nipponici penetrarono nel principale campo petrolifero dell'isola. La "Kure" invece fu ostacolata nella sua progressione dalla conformazione dell'ambiente e, durante la giornata dell'11, subì l'attacco di un piccolo numero di bombardieri Martin B-10, decollati da Samarinda; i fanti di marina occuparono infine l'aeroporto, in parte sabotato, la mattina del giorno seguente.

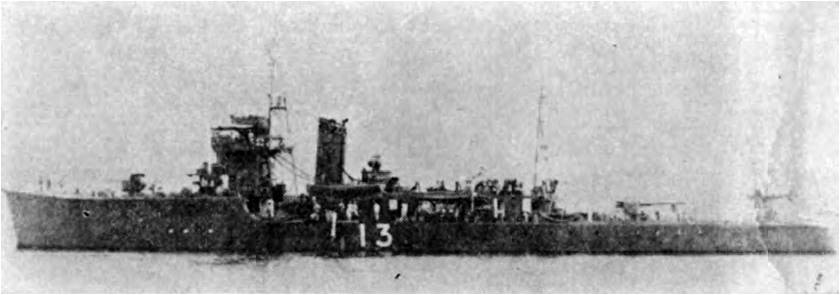
Il dragamine giapponese W-13, affondato alla fine della battaglia

Nel frattempo, alle 15:00 dell'11 gennaio, la seconda metà del 146º Reggimento era sbarcata e si era messa in movimento verso la propaggine meridionale di Tarakan allo scopo di prendere alle spalle le batterie costiere, che vigilavano sull'entrata del porto cittadino. Anche questo distaccamento si ritrovò ben presto impantanato e registrò minimi progressi. Nel pomeriggio del 12 gennaio de Waal, ormai conscio che ogni ulteriore resistenza sarebbe stata inutile, inviò un'ambasciata al colonnello Yamamoto e gli offrì la resa dell'isola: l'ufficiale accettò la proposta e avvisò il generale Sakaguchi, che ratificò l'atto. Nella confusione del momento, tuttavia, le batterie costiere non ricevettero alcun messaggio; allo stesso modo, il dispaccio inoltrato da Sakaguchi alle formazioni della Marina imperiale, nel quale precisava che le artiglierie olandesi a sud di Tarakan non erano probabilmente al corrente della capitolazione di de Waal, non fu recepito o fu ignorato. I dragamine W-13 e W-14 furono pertanto mandati avanti senza particolari accorgimenti e, poco prima di imboccare il porto, furono bersagliati dai due pezzi da 120 mm: ne seguì un breve scambio di bordate che si concluse con l'affondamento delle due unità giapponesi e la morte di buona parte di entrambi gli equipaggi. Testimonianze riportano che tra gli artiglieri olandesi ci furono brevi festeggiamenti per la piccola vittoria, causa invece di profondo imbarazzo per de Waal: l'ufficiale cercò di placare i giapponesi e, presentatosi alle fortificazioni, sollecitò e ottenne la resa anche di quest'ultima parte delle sue forze.
Sempre durante la giornata del 12 gennaio il posamine Prins van Oranje, ancorato in un porticciolo sulla costa occidentale, era salpato con l'intenzione di raggiungere Giava. Passato a nord dell'isola di Tarakan, fu avvistato e inseguito dal cacciatorpediniere Yamakaze e dal pattugliatore No. 38; ne nacque un breve scontro che si concluse con la distruzione della nave olandese.

## Bilancio e conseguenze
Le fonti consultate non danno dati sul numero di morti, feriti e dispersi delle due parti nel corso della battaglia. Si sa comunque che avvenne un massacro lo stesso 12 gennaio. Gli occupanti delle postazioni costiere, non appena si furono consegnati prigionieri, furono legati a gruppi, zavorrati e gettati nella baia di Tarakan: in totale si stimano 219 morti. La cittadina e l'aeroporto furono oggetto di qualche sporadica incursione aerea olandese il 13 e il 14 gennaio che, in ogni caso, provocò danni minimi. I giapponesi si rivolsero subito a ripristinare le piste aeree e, dal 17, furono pronte per ospitare il gruppo aereo "Tainan" della 23ª Flottiglia appartenente all'11ª Flotta aerea della Marina imperiale. Il generale Sakaguchi, sceso a terra per ufficializzare la capitolazione e supervisionare l'occupazione, scovò il locale direttore della Borneo Petroleum e concluse un patto: egli e i suoi dipendenti sarebbero stati assunti e stipendiati da aziende nipponiche; in cambio, si sarebbe occupato di riattivare macchinari, equipaggiamenti e strutture che aveva contribuito a rendere inutilizzabili.
A Tarakan, come altrove nelle Indie orientali olandesi, i giapponesi trasferirono il più in fretta possibile personale tecnico, specialisti e materiali per rimettere in funzione l'industria petrolifera devastata; durante il 1942 i flussi di naviglio cisterniero da e per le Indie olandesi (soprattutto il Borneo) furono regolari e le perdite contenute: in apparenza l'Impero giapponese aveva raggiunto l'obiettivo strategico della campagna nel Pacifico. Tuttavia i diffusi sabotaggi olandesi impedirono di tornare ai livelli produttivi d'anteguerra (65 milioni di barili annui) e soltanto nel corso del 1943 Tarakan e gli altri giacimenti fornirono 50 milioni di barili. Le difficoltà giapponesi furono poi decuplicate dall'efficace e pericolosa guerra sottomarina statunitense, che fece strage delle petroliere e dei trasporti, decurtando sensibilmente la quantità di olio combustibile, gasolio e benzina per la macchina militare nipponica. Nel 1944 la Marina imperiale si ritrovò tanto a corto di carburanti raffinati da autorizzare l'uso del petrolio di Tarakan allo stato grezzo, possibile grazie alla sua volatilità ma sconsigliabile per l'alto contenuto di solfuri, che causavano danni agli apparati motori delle navi.
L'isola di Tarakan rimase abbastanza ai margini del conflitto e fu rioccupata dagli australiani tra il maggio e il giugno 1945.